# 张伯伦 (外交官)
张伯伦（1951年1月—），浙江诸暨人，中华人民共和国政治人物、外交官。
2008年，接替张备三担任中华人民共和国驻安哥拉大使。2011年，由高克祥接任。